# フィアット・124スパイダー (2016年)
フィアット・124スパイダーとは、マツダとの技術協力協定によって同社のロードスター（ND型）をベースとしてフィアットが販売する2ドアオープンカーである。
日本国内においてはアバルト仕様の「アバルト・124スパイダー」のみ導入されており、同年8月5日に発表された後10月8日より販売を開始した。
生産は、アバルトも含め、仕向け地にかかわらず、全量が広島県のマツダ宇品第1（U1）工場で生産される。

## 概要
2013年1月、フィアットとマツダが提携に合意。当時は2015年からロードスターをベースとした後輪駆動の2シーターオープンカーをフィアット傘下であるアルファロメオ向けに供給するという内容であった。この提携の背景には、マツダ側は本社工場の生産効率を高め、フィアット側は商品力を高めてアルファロメオの世界販売台数を増やす目標があった。
2015年11月18日、ロサンゼルスオートショー2015にて「124スパイダー」の名で世界初公開。基本骨格や基本インテリアをロードスターと共用するも、前後意匠を初代124スパイダーをオマージュした造詣とし、パッと見は全くの別車種である。また、エンジンはマツダ製に代わって、フィアット製1.4Lマルチエア（直列4気筒SOHC16バルブ）を搭載。但し、提携当初に予定されていたアルファロメオブランドではなく、フィアットブランドでの登場となった。
2016年2月、ジュネーブモーターショー2016にて、アバルト版である「アバルト124スパイダー」を世界初公開。「124スパイダー」をさらにチューンし、ブレンボ製ブレーキ、ビルシュタイン製ダンパー、レコルト・モンツァのマフラー、機械式LSDなど装備する。
2020年にアバルト版を含めて生産終了される予定。